# NGC 4697
NGC 4697 (nota anche come C 52) è una galassia ellittica di tipo E6 e si trova nella costellazione della Vergine. La galassia ha un angolo di espansione di 7,2 'x 4,7' e una magnitudine apparente di +9.2,  è stata scoperta il 24 aprile 1784 da William Herschel.
Questa galassia fa parte del gruppo di NGC 4697 nel quale è presente anche NGC 4731 e altre galassie più piccole. Questo gruppo dista circa 55 milioni di anni luce, anche se l'effettiva distanza di NGC 4697 non è conosciuta con precisione.
È conosciuta anche come MCG 1-33-10, UGCA 300 o PGC 43276.

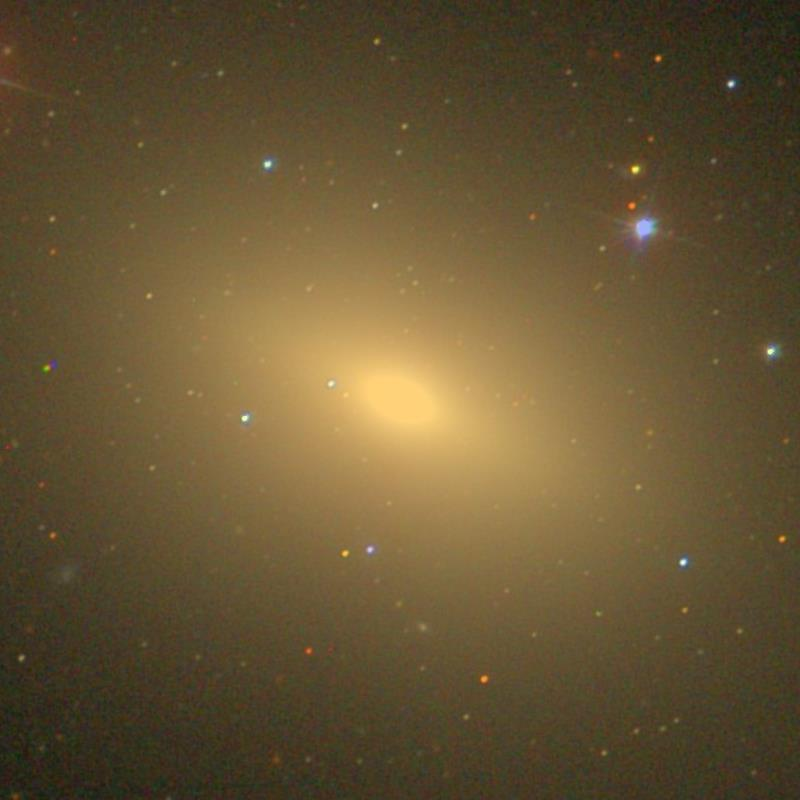
NGC 4697  (SDSS DR14)
NGC 4687